# Air Italy Polska
Air Poland (ранее Air Italy Polska) — чартерная авиакомпания, основанная в 2007 году и базирующаяся в Варшаве. Авиакомпания выполняла чартерные рейсы от имени польских туроператоров по широкому кругу направлений в Средиземноморском регионе, Карибском бассейне а также на пляжные курорты Таиланда и Индии, но обслуживала менее 20% процентов чартерных перевозок в Польше.

## История
Была основана в 2007 году как дочерняя компания Air Italy.
В апреле 2011 года Air Italy Polska была переименована в Air Poland.
Весной 2011 года стало известно, что летние рейсы из Кракова, Праги и Будапешта в США отменяются - туристическая компания, которая вела продажу прекратила свою деятельность.
В начале 2012 года Air Italy продала холдингу Swiss Capital Holding пакет акций Air Poland, желая сосредоточится на укреплении своих позиции на рынке Италии. Новый акционер увеличил уставной капитал, планируя приобрести дополнительный самолёты.
В апреле 2012 года компания прекратила все операции в связи с банкротством

## Флот
| Изображение    | Тип самолёта   | Регистрация  | Начало эксплуатации | Конец эксплуатации |
| -------------- | -------------- | ------------ | ------------------- | ------------------ |
|                | Boeing 757-200 | EI-IGC       | Ноябрь 2007         | Декабрь 2011       |
| Boeing 757-200 | G-OPJB         | Май 2008     | Октябрь 2008        |                    |
|                | Boeing 737-800 | SP-IGN       | Сентябрь 2010       | Май 2012           |
| Boeing 737-800 | EI-EOJ         | Октябрь 2010 | Апрель 2011         |                    |